# Bedford
Bedford är en stad i kommunen Borough of Bedford, i grevskapet Bedfordshire i England i Storbritannien. Centralorten hade 87 590 invånare vid folkräkningen 2011. Bedford bildar tillsammans med Kempston en tätort, som hade 106 940 invånare 2011, på en yta av 24,82 km². Bedford är centralort i kommunen Borough of Bedford som hade 157 479 invånare 2011, på en yta av 476,41 km². Omkring en tiondel av invånarna har italienskt ursprung, mycket beroende på arbetskraftinvandring under 1950-talet. De närmast större städerna är Northampton i nordväst, Cambridge i öster, Milton Keynes i sydväst och Luton i söder. 
Staden nämndes i Domedagsboken (Domesday Book) år 1086, och kallades då Bedeford.

## Kända personer
- John Bunyan